# کیم گو-اون
کیم گو اون (کره‌ای: 김고은؛ زادهٔ ۲ ژوئیهٔ ۱۹۹۱) بازیگر اهل کره جنوبی است. او فعالیت بازیگری خود را با بازی در فیلم یک موش (۲۰۱۲) آغاز کرد که به خاطر آن چندین جایزه بهترین بازیگر زن تازه‌کار را دریافت کرد. او به خاطر بازی در سریال‌های تلویزیونی پنیر در تله (۲۰۱۶)، گابلین (۲۰۱۶)، پادشاه: سلطنت ابدی (۲۰۲۰)، سلول‌های یومی (۲۰۲۱) و زنان کوچک شناخته شده‌است.

## سنین جوانی و تحصیل
کیم در سال ۱۹۹۴، در سه سالگی، با خانواده اش به پکن چین نقل مکان کرد و ۱۰ سال در آنجا زندگی کرد که منجر به تسلط وی به زبان ماندارین شد. وی پس از بازگشت به کره جنوبی، در آنجا تحصیل کرد.

## فیلم شناسی
| سال  | عنوان                | کاراکتر      | توضیح       |
| ---- | -------------------- | ------------ | ----------- |
| ۲۰۱۲ | یونگ آ               | یونگ آ       | فیلم کوتاه  |
| ۲۰۱۲ | الهه شعر و موسیقی    | هان اون گیو  |             |
| ۲۰۱۲ | آسایش                | اون هه       | فیلم کوتاه  |
| ۲۰۱۳ | پروانه فناناپذیر     | مون سو یون   | نقش افتخاری |
| ۲۰۱۴ | هیولا                | بوک سون      |             |
| ۲۰۱۵ | خاطرات شمشیر         | سول هی       |             |
| ۲۰۱۵ | دختر کمد قفلی        | ایل یونگ     |             |
| ۲۰۱۵ | مدافع بدن ازدست رفته | جین سون می   |             |
| ۲۰۱۶ | کانولا               | هه جی        |             |
| ۲۰۱۸ | غروب در زادگاهم      | سون می       |             |
| ۲۰۱۹ | روی موج عشق تنظیم کن | کیم می سو    |             |
| ۲۰۱۹ | جوخه بزن در رو       | آشنای مین جه | نقش افتخاری |
| ۲۰۲۰ | Untact               | سو جین       | فیلم کوتاه  |
| ۲۰۲۲ | قهرمان               | سول هی       |             |
| 2024 | نبش قبر              | لی هوا       | سینمایی     |

### مجموعه تلویزیونی
| سال       | عنوان              | کاراکتر           |
| --------- | ------------------ | ----------------- |
| ۲۰۱۶      | پنیر در تله        | هونگ سول          |
| ۲۰۱۷–۲۰۱۶ | گابلین             | جی اون تاک        |
| ۲۰۲۰      | پادشاه: سلطنت ابدی | جونگ ته اول/ لونا |
| ۲۰۲۲–۲۰۲۱ | سلول‌های یومی       | کیم یومی          |
| ۲۰۲۲      | زنان کوچک          | اوه این جو        |